# ФК Ропотово
ФК Ропотово је српски фудбалски клуб из Великог Ропотова. Тренутно се такмичи у Окружној лиги Косовског Поморавља.
Током сезоне 2010/11. такмичио се у Нишкој зони и као домаћин играо је у Врању и Владичином Хану. Још три сезоне је провео у Окружној лиги Косовског Поморавља, а онда постао учесник новоосноване Зоне Југ. Своје утакмице је играо у Бујановцу. Од августа 2015. омогућено је да клуб противнике дочекује на свом стадиону. Фудбалери Ропотова су истог месеца наступили у финалу Купа Косова и Метохије, против Мокре Горе. Стадион у Великом Ропотову је реконструисан следеће године.

## Новији резултати
| Сезона   | Ранг | Лига                             | Позиција |
| -------- | ---- | -------------------------------- | -------- |
| 2008/09. | 5.   | Косовско-поморавска лига         | 1.       |
| 2009/10. | 5.   | Косовско-поморавска лига         | 1.       |
| 2010/11. | 4.   | Нишка зона                       | 12.      |
| 2011/12. | 5.   | Окружна лига Косовског Поморавља |          |
| 2012/13. | 5.   | Окружна лига Косовског Поморавља | 1.       |
| 2013/14. | 5.   | Окружна лига Косовског Поморавља | 1.       |
| 2014/15. | 4.   | Зона Југ                         | 12       |
| 2015/16. | 4.   | Зона Југ                         | 4        |
| 2016/17. | 4.   | Зона Југ                         | 13.      |
| 2017/18. | 5.   | Окружна лига Косовског Поморавља | 2        |
| 2018/19. | 5.   | Окружна лига Косовског Поморавља |          |
| 2019/20. | 5.   | Окружна лига Косовског Поморавља |          |
| 2020/21. | 5.   | Окружна лига Косовског Поморавља |          |
| 2021/22. | 5.   | Окружна лига Косовског Поморавља |          |
| 2022/23. | 5.   | Окружна лига Косовског Поморавља |          |

## Познати бивши играчи
- Крста Ђорђевић[11]